# Stiftkopf
Le Stiftkopf est un sommet du massif des Vosges culminant à 1 055 mètres d'altitude. Cette montagne est située sur les communes de Rimbach-près-Masevaux, Mollau et Mitzach dans le Haut-Rhin à l'est du Mittelrainkopf.